# Kursk (tỉnh)

Kursk Oblast (tiếng Nga: Ку́рская о́бласть, Kurskaya oblast) là một chủ thể liên bang của Nga (một tỉnh). Trung tâm hành chính là thành phố Kursk.
Tỉnh Kursk nằm trong Vùng liên bang Trung tâm và Vùng kinh tế Đất Đen Trung tâm. Kursk giáp với Bryansk Oblast ở phía tây bắc, Oryol Oblast ở phía bắc, Lipetsk Oblast ở phía đông bắc, Voronezh Oblast ở phía đông, Belgorod Oblast ở phía nam. Nó còn giáp biên giới với tỉnh Sumy của Ukraina ở phía tây.

## Liên kết
- Travel to Russia, Kursk Lưu trữ ngày 28 tháng 9 năm 2007 tại Wayback Machine. Truy cập 27 tháng 6 năm 2006.
- Kursk Region History and General Information Lưu trữ ngày 5 tháng 3 năm 2016 tại Wayback Machine